# Ridley (personaggio)
Ridley (リドリー?) è un personaggio immaginario e il principale antagonista della serie di videogiochi Metroid.
Ha capeggiato i Pirati Spaziali durante il raid alla colonia spaziale terrestre K-2L durante il quale sono stati assassinati i genitori di Samus Aran, Rodney e Virginia Aran, e durante l'assalto alla Colonia Spaziale Ceres, in Super Metroid, ha rapito l'ultimo esemplare di Metroid portandolo con sé sul pianeta Zebes.
Il nome di Ridley è un omaggio al regista di Alien, Ridley Scott.

## Descrizione

### Aspetto
Ridley è un enorme alieno simile a un drago, dotato di un corpo esile e di forma vagamente umanoide. La pelle è di colore viola (grigio scuro in alcuni giochi) e la schiena è provvista di due grandi ali simili a quelle di un pipistrello. La coda, sottile ed elastica, termina con una lama appuntita. Gli arti anteriori sono piuttosto lunghi e provvisti di mani con tre o quattro dita munite di artigli. I piedi sono prensili e simili a quelli di un uccello. Il collo è sottile e costantemente piegato in avanti, che fa pensare sia composto da due sole ossa. La testa ha le delle fattezze simili a quelle di uno pteranodonte, ma con il "becco" dentato.
Nel suo stadio neonato (comparso solo in Other M), Ridley ha l'aspetto di un ibrido coniglio-pulcino bianco, con delle lunghe zampe posteriori e provvisto di una bocca enorme costellata da denti acuminati.
Nello stadio adolescenziale (anche questo comparso solo in Other M), il suo aspetto è leggermente più simile allo stadio adulto: le differenze sono la folta peluria sulla schiena, il colore viola sbiadito e l'assenza della protuberanza dietro la testa e delle ali (quest’ultime si stanno sviluppando da delle escrescenze situate sul dorso). inoltre in questa forma ha delle movenze simili a quelle di un gorilla.
Nella serie di Metroid Prime, Ridley ha addosso delle protesi meccaniche con cui può ancora essere operativo. In questa forma è chiamato Meta Ridley.
In Metroid: Samus Returns, Ridley ha ancora le protesi di Meta Ridley ma grazie alle cure del Phazon, non solo le protesi fungono da armi, ma la pelle di Ridley diventa più chiara, ma il piccolo Metroid, dopo avergli tolto le forze del Phazon lo fa ritornare viola, distruggendo anche le protesi.

### Poteri e abilità
Grazie alle sue ali, Ridley è in grado di volare, e attacca usando gli artigli, trafiggendo i nemici con la coda e lanciando sfere infuocate dalla bocca.

## Storia

### Il primo incontro
Il passato di Ridley antecedente alla Missione Zero, viene narrato nel manga canonico.
L'impero dei pirati spaziali nacque dopo che la Federazione Galattica (FG) proclamò la pace nella Galassia. Approfittando di ciò, i Pirati attaccarono diverse colonie, una delle quali sul pianeta K-2L. Ridley e i suoi pirati attaccarono tutti i terrestri coloni del pianeta e Ridley incontrò una bambina che considerava troppo innocente per ucciderla subito, Samus Aran. Ridley rimase poi coinvolto nell'esplosione kamikaze di Rodney, il padre di Samus, uscendone con grave lesioni. Volendo vendicare i compagni morti, Ridley tenta di uccidere Samus, ma Virginia, la madre della bambina, incassa i Raggi Plasma di Ridley. Samus fugge spaventata incontrando i Chozo, mentre Ridley divora il cadavere di Virginia per ricomporre le cellule del corpo danneggiate dall'esplosione

### Il secondo incontro
30 anni dopo, Samus torna su Zebes, dove era stata cresciuta dai Chozo. Là scopre che l'AI dei Chozo, Cervello Madre, ha ottenuto il ruolo di leader dei Pirati Spaziali, assieme al Chozo Voce Grigia. In quel momento Ridley entra nella sala riconoscendo Aran. Ridley, per spaventare la ragazza, le racconta di come si fosse mangiato il cadavere di Virginia. Samus rimane così traumatizzata che implorerà più tardi ai suoi compagni di ucciderla, da quanto era inorridita.
Poco prima che la Federazione attaccasse Zebes, Voce Grigia rivela il suo doppiogioco e prova a fermare Ridley, ma questi con la sua coda e il raggio plasma lo uccide sotto gli occhi di Samus, la quale deve andarsene con l'arrivo della FG.
Un anno dopo, Ridley tenterà di uccidere Adam Malcovich, colui che era a capo dell'attacco a Zebes, con dei fiori tossici, ma viene salvato da Samus, la quale viene mandata in missione, dopo la morte di molti altri soldati della Federazione, su Zebes.

### Il primo scontro
Ridley apparve nei giochi, per la prima volta in Metroid e nel suo remake Zero Mission. Nell'area più profonda di Norfair, che porta il suo stesso nome, viene scovato da Samus. Dopo un'aspra battaglia, Ridley viene sconfitto e apparentemente ucciso dalla cacciatrice di taglie, liberando il passaggio che conduce a Tourian. Nel manga, Samus s'impossessa dell'Ipertuta che la rende immune agli attacchi del raggio plasma di Ridley, quindi con il Raggio Gelo Ridley viene sconfitto, ma non annientato
.

### L'automa

Ridley in Super Smash Bros. Brawl

Questo automa meccanico incompleto è stato costruito dallo stesso Ridley, a scopo di sostituirlo nella difesa della nave madre dei Pirati Spaziali. Essendo immune ai raggi, Samus, ora in possesso della Tuta Leggendaria Chozo, usa i missili per sconfiggerlo. Una volta sconfitto, Mecha Ridley attiva il meccanismo di autodistruzione della nave madre, prima che il suo sistema si arresti. Samus vince ancora una volta in questa lotta contro il tempo, fuggendo dalla nave dei Pirati, ormai distrutta.

### Protesi meccaniche
Dopo i fatti della Missione Zero, Ridley venne ritrovato in fin di vita dai Pirati Spaziali. 
Sebbene le proprie capacità rigenerative, i suoi subordinati necessitavano di qualche supporto immediatamente affinché non perisse; 
di conseguenza, vennero costruite delle protesi meccaniche che resero il drago spaziale simile ad un cyborg, dotandolo tra l'altro di armamenti aggiuntivi (questa nuova forma viene denominata "Meta Ridley"). Insieme alle protesi, Ridley venne inoltro sottoposto a delle cure a base della sostanza radioattiva e mutagena nota come Phazon, così da far tornare operativa al 100% la nemesi di Samus, appena in tempo per la missione sul pianeta Tallon IV. 
Samus viene inviata dalla Federazione Galattica sulla Fregata Orpheon, navicella dei Pirati, dove Ridley si trova ancora sottoposto a test e cure. 
Samus trova e sconfigge il Parassita Regina, usata come cavia per gli studi dei Pirati Spaziali. Durante la fuga della Fregata, Samus vede Meta Ridley tornare operativo e volare via verso il pianeta Tallon IV. Samus si troverà a combattere nuovamente contro di lui prima di entrare nel cratere di Phazon. Al culmine di un'estenuante lotta, Ridley viene colpito da numerosi raggi scagliati da alcune statue Chozo, cadendo privo di sensi nelle profondità del cratere, ormai completamente infetto dalle radiazioni da Phazon.

### La mutazione
Durante la missione sul pianeta Norion, la cacciatrice incontra nuovamente il suo vecchio nemico, rigenerato parzialmente dal precedente scontro. Dopo una lotta senza esclusione di colpi, Meta Ridley precipita, apparentemente morto. Tuttavia, Samus lo ritroverà, in seguito, nel Seme di Phazon sul Pianeta dei Pirati. A causa della sostanza radioattiva, Meta Ridley ha subito considerevoli mutazioni, diventando Omega Ridley. Ridley dà filo da torcere a Samus, ma lei lo sconfigge ancora una volta, per poi procedere per la sua missione.

### La resurrezione
Una volta distrutto il pianeta Phaaze, tutto il Phazon presente nel cosmo si è vaporizzato, compreso quello nel corpo di Ridley che, in qualche modo, deve averlo mantenuto in vita. Essendo molto più forte di prima grazie alle cure del Phazon e alla sua armatura bionica, Ridley si dirige verso SR388 presumibilmente con lo scopo di appropriarsi di nuovi Metroid. Arrivato sul pianeta, Ridley trova Samus in un cratere assieme ad una larva Metroid. Durante l'ennesimo scontro Ridley immobilizza Samus ed è sul punto di ucciderla, ma la larva lo attacca per proteggere l'acquisita mamma Samus. Ancora una volta il vice dei pirati spaziali esce sconfitto.

### Il ritorno
Senza più Phazon e protesi, Ridley si riprende dallo scontro su SR388. Grazie al suo intelletto Ridley rigenera il suo superiore Cervello Madre, e il sottoposto Kraid dai loro resti su Zebes, dopodiché attacca violentemente la Colonia Spaziale Ceres, dove ruba la larva a Samus che tenta di fermarlo: tutto inutile. Ridley riesce a fuggire e contestualmente attiva la sequenza di autodistruzione della stazione spaziale. Rifugiatosi nelle profondità di Norfair, su Zebes, viene scovato e ucciso definitivamente da Samus. Tuttavia, Ridley non ha con sé il Metroid, che viene invece poi trovato da Samus a Tourian in una condizione anomala: ha assunto grosse dimensioni, innaturali per una larva.

### Il clone
Il Ridley che appare in Metroid: Other M, è un clone ottenuto accidentalmente da alcune tracce di DNA rinvenute sulla tuta di Samus dopo la distruzione di Zebes. Inizialmente si presentava come una creaturina graziosa tanto che gli scienziati ,ignari di come fosse nel suo stato larvale, lo addomesticarono nominandolo Pulcino. Allo scoppio dei disordini sulla stazione, causati da Melissa Bergman, evase dalla gabbia, contribuendo alla morte di una manciata di scienziati.
Accumulate le provviste necessarie muta nel grosso lucertolone, ancora privo di ali, noto nel gioco col nome di Creatura Sconosciuta.
Più in là Samus incontra, assieme al soldato Anthony Higgs, il clone di Ridley, nella sua forma adulta, nella Camera Oscura. Samus, terrorizzata dal suo improbabile ritorno, rimane impietrita mentre Higgs prova a respingerlo brandendo un fucile al plasma. Sconfitto e gettato nella lava, con il suo gesto di sacrificio Anthony riesce a far tornare lucida Samus, la quale finalmente ingaggia con Ridley una battaglia all'ultimo sangue, emergendone vittoriosa.
Ridley tuttavia non muore in questa occasione. In cerca di possibilità di rigenerazione, gravemente ferito, incrocerà un esemplare di Regina Metroid, che ne spezza la vita. Durante l'ultima missione post-crediti, per ricongiungere il titolo a Metroid Fusion, i corpi di Ridley e Incubo sono assenti, prelevati molto probabilmente dalla Federazione Galattica e trasportati sul Laboratorio Biospaziale, per un eventuale studio futuro e occulto delle bioarmi.

### Il parassita
Il cadavere del clone di Ridley si trova nella Sala Criogena del Laboratorio Biospaziale, probabilmente per rallentare la decomposizione e per ricerche future. Durante un malfunzionamento della corrente, generato da un problema nel Nucleo Reattore Centrale, Samus si ritrova costretta a trovare una via d'uscita alternativa; durante il tragitto, si ritrova nella Sala Criogenica e, davanti ai suoi occhi, vede un Nucleo X uscire da Ridley, comportandone in seguito la distruzione del cadavere. In seguito, Samus si imbatterà con questo Parassita X che simula il codice genetico di Ridley, Neo Ridley. Samus lo sconfigge e recupera l'abilità Attacco a Vite, sbarazzandosi definitivamente di ogni traccia del suo arcinemico.

## Comparse in altri giochi
Ridley è apparso in tutti i giochi della serie di Super Smash Bros. Nel primo episodio, Ridley fa una comparsa come elemento dello sfondo nello scenario di Metroid. In Super Smash Bros. Melee, oltre ad apparire nel filmato d'introduzione Ridley è anche uno dei tanti trofei collezionabili. In Super Smash Bros. Brawl, Ridley è uno dei boss dell'Emissario del Subspazio. Inizialmente, Ridley appare nel centro di ricerca e viene affrontato da Samus e Pikachu. Apparentemente sconfitto, Ridley appare in seguito sotto forma di Meta Ridley quando i personaggi scappano dal centro di ricerca a bordo della navetta (il Falcon Flyer) di Captain Falcon. Appare inoltre nel videogioco Metroid Prime Pinball, in cui appare come Meta Ridley. In Super Smash Bros. per Wii U appare come il nemico principale dello scenario "Pirosfera" dove, a differenza degli altri boss, aiuterà il giocatore se sarà la maggior parte delle volte attaccato e alla fine, prima di sparire, si trasformerà in Meta Ridley in base a tutta l'energia ricevuta durante una battaglia. Un'altra comparsa è quella del gioco Dead or Alive Dimensions dove nel ring dell'Impianto Geotermico svolazza sullo sfondo e ogni tanto sputa una palla di fuoco. Apparirà di nuovo nella serie di Super Smash Bros. nel quinto capitolo della serie, Super Smash Bros. Ultimate, come personaggio giocabile.